# Řetězový most ve Strážnici
Řetězový most ve Strážnici pro chodce a lehké i těžké povozy přes Morávku (rameno řeky Moravy) v zámeckém parku, který zde stál v letech 1824–1860, je uváděn jako nejstarší řetězový most na evropské pevnině. Zároveň je prvním z řetězových mostů, které projektoval Bedřich Schnirch.

## Historie
Princip řetězového mostu z kujného železa si dal patentovat roku 1801 James Finley z Pensylvánie. První řetězový most v Evropě, Union Bridge, postavil na řece Tweedu na anglicko-skotské hranici ve Velké Británii námořní kapitán Samuel Brown. Strážnický most byl první v kontinentální Evropě (ve Vídni byla stavba řetězové lávky pro pěší zahájena až koncem roku 1824).
Inženýr Bedřich Schnirch poté, co několik let pracoval pro Vojtěcha Lannu a získal zkoušenosti s použitím železa na stavbách, vstoupil v roce 1921 do služeb hraběte Františka Antonína Magnise, majitele strážnického panství. Téhož roku navrhl postavit přes rameno řeky Moravy řetězový most, který by umožnil rozšířit zámecký park až na louku za řekou a zřídit tam zahradu a skleníky. Při navrhováni se inspiroval obrázky skotského Union Bridge, konstrukci zdokonalil ukotvením do zděných bloků.
Výroba mostu začala v roce 1823, samotné sestavení mostu bylo provedeno během dvou měsíců a most byl dokončen 8. června 1824. Železo dodaly železárny v Chlumu, které vlastnil Eduard hrabě Stadion, příbuzný Magnisovy manželky.. Podle zpráv z dobového tisku byly řetězy mostu ze štýrského železa, vyrobeného ve Vornderbergu, na závěsné tyče a vodorovné nosníčky bylo použito moravské železo z železáren hraběte Salma v Blansku. Na stavbě pracovali místní dělníci z panství, kteří s takovou stavbou neměli zkušenosti. Pro zatěžkávací zkoušku použil stavitel sevřený útvar jízdního vojska. Při zatěžovacích zkouškách se kvůli nedostatečně vytvrdlé maltě uvolnilo kotvení v pylonech a prohnula mostovka, takže most musel být rozebrán a znovu sestaven. Most byl otevřen 8. června 1824. Stavby mostu zúčastnil rovněž Schnirchův synovec Ing. Josef Emanuel Schnirch, kterého Bedřich Schnirch v tomto období zaměstnával.
Z archivních dokumentů je zřejmé, že živý zájem o nový vynález projevila vídeňská dvorská kancelář, ministr vnitra a sám rakouský císař.
Dřevěné i železné části konstrukce vyžadovaly pravidelnou údržbu, například příčné dřevěné nosníky bylo nutno pravidelně obracet, aby nedocházelo k trvalému průhybu. Most vydržel značná zatížení při přepravě materiálu na rekonstrukci zámku a několik povodní.
Most byl demontován v roce 1857 či 1860. Pravděpodobnými příčinami bylo zanedbání údržby ze strany nového majitele zámku i samovolné změny toku Morávky. V místech mostu je dnes výklenková kaple sv. Jana Nepomuckého, tok byl při výstavbě Baťova kanálu přeložen asi o 20 metrů jihovýchodně a staré řečiště bylo zasypáno. Později byl tok Morávky napřímen a stal se součástí Baťova kanálu. V muzeu na strážnickém zámku bývaly poslední dochované články závěsného řetězu.

## Popis
Most měl rozpětí 120 stop (29,71 metrů) a šířku 4 metry. Bylo na něj spotřebováno 3,5 tuny kujného železa. Řetězy byly kotveny do čtyř zděných kotevních bloků. Na každé straně mostu bylo 19 závěsných tyčí, které nesly podélné nosníky. Na tyto nosníky byly uloženy příčníky. Mostovka byla ze dřeva. Zábradlí bylo tvořeno z drátů ovinutých kolem závěsných tyčí.
Koncem roku 1972 se podařilo najít výkres a obrázek mostu v archívu architektury a stavitelství Národního technického muzea v Praze mezi věcmi, které muzeu věnoval Ing. Dr. h. c. Alfred Birk, profesor dopravních staveb na německé technice v Praze.